# لیندیل (مینیاپولیس)
لیندیل (به انگلیسی: Lyndale) یک منطقهٔ مسکونی در ایالات متحده آمریکا است که در مینیاپولیس واقع شده‌است. لیندیل ۷٬۴۱۹ نفر جمعیت دارد.